# Arthur Gilbert (regista)
Arthur Gilbert (fl. XIX-XX secolo) è stato un regista e attore britannico Lavorò nel cinema nei primi anni del Novecento, dirigendo - dal 1905 al 1909 - circa una novantina di cortometraggi.

## Filmografia
- Dreamy Eyes
- Ticklish Reuben
- The Whistling Coon
- The Coster's Serenade
- Let Me Like a Soldier Fall
- Wert Thou Not to Koko Plighted
- We All Walked Into the Shop
- Tit Willow
- Three Little Maids from School

- Here's a How-D'Ye-Do (1906)

- Highlights from The Mikado (1906)
- Curfew Shall Not Ring Tonight (1907)
- The Mystery of Edwin Drood (1909)